# Ustav Islanda
Ustav Islanda (islandski: Stjórnarskrá lýðveldisins Íslands "Ustav Republike Island") vrhovni je zakon Islanda. Sastoji se od 80 članaka u sedam poglavlja, a unutar njega se određuje voditeljski aranžman zemlje i čuvaju ljudska prava njezinih građana. Trenutni ustav prvi je put uspostavljen 17. lipnja 1944. kada je Island postao republika; od tada je mijenjan sedam puta.

## Povijest
U 19. stoljeću islandski pokret za neovisnost od Danske dobivao je zamah, dok su se nacionalizam i zahtjevi za povećanim građanskim pravima intenzivirali u kontinentalnoj Europi. U lipnju 1849. godine danski je kralj bio prisiljen udovoljiti zahtjevima liberala i nacionalista i pristati na ustav Danske, a time i s Islandom. Ovaj ustav ukinuo je apsolutnu monarhiju i uspostavio ustavnu monarhiju u kojoj je vlast nad najvažnijim pitanjima predana parlamentu kojeg je izabrao narod.
Islanđani ovu promjenu nisu dobro prihvatili, jer je u stvarnosti Island dobio smanjenu autonomiju. Prije 1849. Islanđani su službeno vladali sobom onako kako im se činilo da treba u domaćim pitanjima. Ali sada su ta pitanja padala pod kontrolu parlamenata na koje Islanđani nisu imali utjecaja. Danci su oklijevali ispuniti zahtjeve Islanđana za samoupravom utvrđene tijekom Narodne skupštine 1851. godine, u uvjerenju da će to oslabiti kontrolu Danske u Schleswigu i Holsteinu. Ali kada je Prusija 1867. godine pripojila spomenutu regiju, stvorili su se novi uvjeti i donijeli su stöðulögin (zakoni o stajalištu Islanda u odnosu na Dansku) 1871. godine, koji su odredili položaj Islanda u odnosu na dansku državu. 1874., na tisućljetnu obljetnicu stvaranja prvog naselja na Islandu, Kristijan IX. postao je danskim kraljem i prisustvovao svečanostima povodom prekretnice. Ova je prilika iskorištena kako bi Island dobio svoj zasebni ustav. Ovaj se ustav zvao Stjórnarskrá um hin sérstaklegu málefni Íslands i bio je osnova trenutnog ustava Islanda.
Sambandslöginom ("zakon o odnosima") 1918. Island je postao suverena država i 1920. godine zemlja je dobila novi ustav koji odražava ovu veliku promjenu. Taj se ustav zvao Stjórnarskrá konungsríkisins Íslands. Početkom 1944. Althing je odobrio otkazivanje sambandslögina i pristao na novi ustav, uz proglašenje referenduma za obojicu. Izbori su održani u svibnju iste godine i imao je izlaznost od 98%. 97% glasalo je za prekid važećeg zakona o odnosima s Danskom, a 95% je odobrilo ustavnu republiku. Dana 17. lipnja 1944. Althing se sastao u Þingvelliru, gdje je ustav ratificiran i republika uspostavljena.
Nakon ratifikacije ustava, izmijenjen je ukupno sedam puta, uglavnom zbog promjena u strukturi izbornih jedinica Islanda i uvjeta za glasovanje. 1991. organizacija Althinga promijenila se tako da je sada radila u jednom domu, a ne u dva kao prije. Opsežne izmjene izvršene su 1995. kada su revidirani dijelovi ustava o ljudskim pravima.

## Odjeljci Ustava

### Poglavlje I.
Poglavlje I. kaže da je Island republika s parlamentarnom vladom, a Althing i predsjednik zajedno vrše zakonodavnu vlast, a suci sudsku vlast.

### Poglavlje II.
Poglavlje II. sadrži članke od 3. do 30. i navodi gdje je predsjedničko sjedište, sastanci s Althingom i predsjednička prava.

### Poglavlje III.
Poglavlje III. sadrži članke 31. – 34. i definira ograničenja mandata za članove Althinga te da bilo koji državljanin Islanda može biti izabran u Althing, osim sudaca Vrhovnog suda.

### Poglavlje IV.
Poglavlje IV. sadrži članke 35. – 58. i definira glavna pitanja koja se tiču aktivnosti parlamenta i određuje prava i moć zastupnika. Odjeljak kaže da nitko ne smije odobriti zakon prije tri čitanja u Althingu, a sastanci Althinga održat će se javno, osim ako Parlament drugačije ne odobri. Većina zastupnika mora biti prisutna da bi se bavila nekim pitanjem. Mnoga druga parlamentarna proceduralna pravila zakonski su definirana prema 58. članku.

### Poglavlje V.
Poglavlje V. sadrži članove 59. – 61. i opisuje reguliranje pravosuđa. Kaže da se sudstvo može uspostaviti zakonom, da će sudstvo rješavati sporove oko nadležnosti vlasti i da će se sudstvo voditi isključivo zakonom.

### Poglavlje VI.
Poglavlje VI. sadrži članke 62. – 64. i postavlja Evangeličko-luteransku crkvu kao Državnu crkvu i uspostavlja slobodu vjeroispovijesti.

### Poglavlje VII.
Poglavlje VII. sadrži članke broj 65. – 79. i definira nekoliko ljudskih prava (uključujući zabranu mučenja, prisilnog rada i smrtne kazne, zahtijevajući javno suđenje svima optuženima za zločin i slobodu govora). Također se kaže da će zakon osigurati da svi imaju pravo na zdravstvenu zaštitu i obrazovanje. U njemu se kaže da su stvari prema porezima regulirane zakonom, a općine mogu upravljati vlastitim poslovima u skladu sa zakonom. Konačno, daje odredbe za izmjenu ustava.

## Izmjene i dopune Ustava
79. članak Ustava opisuje kako donijeti amandmane na ustav. Da bi amandman mogao biti usvojen, moraju ga odobriti dvije uzastopne parlamentarne skupštine, a između njih moraju se održati opći izbori. Predsjednik Islanda također mora potvrditi sve izmjene i dopune predviđene općim zakonom. Nekoliko članaka u ustavu, međutim, izuzeti su iz ovog postupka i mogu se mijenjati uobičajenim zakonodavstvom. Primjerice, 35. članak govori o vremenu okupljanja Parlamenta, a to se može izmijeniti općim zakonom. 62. članak definira Državnu crkvu kao Evangeličko-luteransku crkvu. To se također može izmijeniti općim zakonom, pod uvjetom da je to potvrđeno referendumom koji je tajnim glasanjem dostupan svim onima koji mogu glasati.

## Ustavna reforma (2010. – 2013.)
Između 2010. i 2013. godine, nakon prosvjeda velike financijske krize 2009., predloženo je da se ustav Islanda revidira prvim ustavom na svijetu koji su sastavili sami građani. 20. listopada 2012. savjetodavnim je referendumom osigurana podrška 64,2% islandskih građana. Međutim, ustavna reforma na kraju nije uspjela.

## Vanjske poveznice
- Stjórnarskrá lýðveldisins Íslands ("Ustav Islanda")
- Ustav Republike Islanda (verzija na engleskom jeziku)